# Сен-П'єрр-ла-Ну
Сен-П'єрр-ла-Ну (фр. Saint-Pierre-la-Noue) — муніципалітет у Франції, у регіоні Нова Аквітанія, департамент Приморська Шаранта. Сен-П'єрр-ла-Ну утворено 1-3-2018 шляхом злиття муніципалітетів Пере i Сен-Жермен-де-Марансенн. Адміністративним центром муніципалітету є Сен-Жермен-де-Марансенн. Населення — 1508 осіб (01.01.2021).